# Carnaval de Zaraza
El Carnaval de Zaraza, también conocido como el Carnaval Turístico del Llano Venezolano, es una festividad tradicional celebrada anualmente en la ciudad de Zaraza, estado Guárico, Venezuela. Esta celebración ha sido declarada Patrimonio Cultural y Turístico del estado Guárico mediante Decreto Nro. 3535/2023, de fecha 8 de febrero de 2023, publicado en la Gaceta Oficial del Estado Bolivariano de Guárico Número 5214 (Extraordinario). Con más de 50 años de trayectoria en su formato turístico, el carnaval de Zaraza atrae visitantes y se consolida como un referente cultural y turístico en la región.

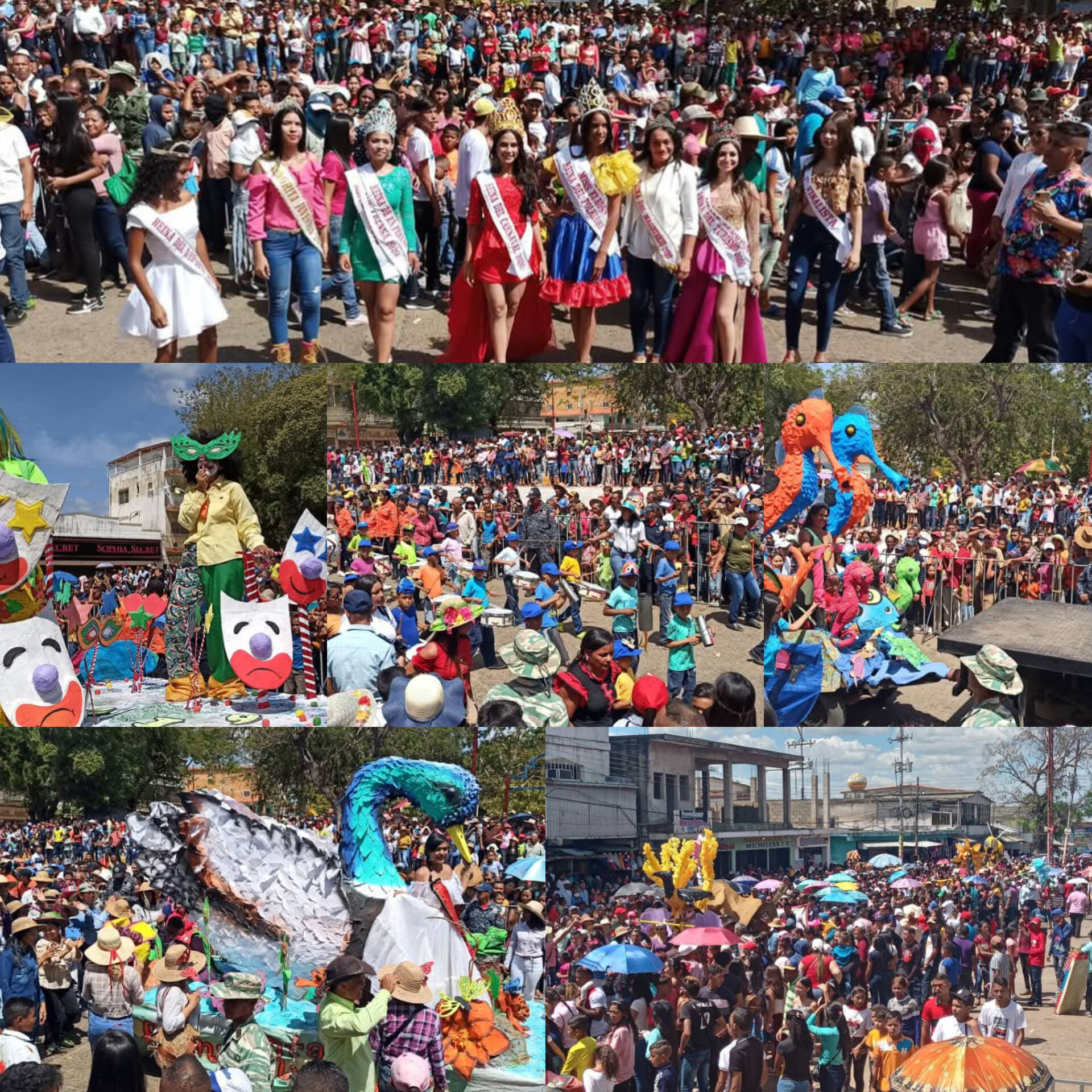
Participantes en el colorido desfile del Carnaval de Zaraza.

## Orígenes e Historia
Las celebraciones del carnaval en Zaraza se remontan a finales del siglo XIX.
En 1890, la festividad ya era parte de la vida local, caracterizándose por juegos con agua y "negro humo". Figuras como Víctor Manuel Ovalle, Luís Miramón y Ramón Carrizalez Reyes participaron en la organización de los carnavales. Para abordar los excesos de los juegos, se llegó a publicar el periódico "El Tizón".
La tradición de elegir una reina del Carnaval para las festividades se consolidó tempranamente. En 1915, se proclamaba una reina por una junta establecida, y en 1920, bajo la dirección del Dr. Julio de Armas, la junta de carnaval designó a Isabel Hernández Matute como la reina de ese año, organizando bailes y solicitando contribuciones para la celebración. Durante esta época, las celebraciones también incluían bailes y comparsas en las casas de los pobladores.
Una de las tradiciones más tempranas fue el "Torbellino", una fiesta popular que abarcaba varias cuadras, con un grupo musical en cada esquina, y que se extendía desde la tarde hasta el amanecer del día siguiente. Figuras como Moisés Rodríguez participaron en el torbellino y, posteriormente, escribieron sobre la historia del carnaval.
A mediados del siglo XX, se observaron esfuerzos por revitalizar la tradición.
En 1953, Carmen de Coa y Clemencia Gutiérrez impulsaron el renacimiento de las festividades, eligiendo a una reina entre las estudiantes del Grupo Escolar Francisco Salias. Antes de que el carnaval se convirtiera en un evento turístico, las festividades y sus reinas eran exhibidas en otras ciudades cercanas.
Los inicios del Carnaval Turístico de Zaraza en su formato actual se gestaron a partir de la década de 1950. Durante este período, un grupo de jóvenes zaraceños, inspirados tras visitar otros carnavales, concibieron la idea de desarrollar una celebración similar en Zaraza.
Personas como Esperancita Fajardo, Ygdalia y Rosita, Luis José Castro, Valdemar López y Yolanda Hernández fueron figuras clave en esta iniciativa. Con el apoyo de instituciones locales, comenzaron a organizar los primeros desfiles y actividades con una visión orientada al turismo.
En 1967 se oficializó la celebración del Carnaval Turístico y Cultural de Zaraza, celebrándose el primer evento oficial ese año, y el segundo en 1968. La organización de este primer carnaval turístico estuvo a cargo de un grupo que incluía a Pedro C. Hernández Reyes (Presidente), Luisa Cotua (Vicepresidenta), Carlos Ramón Gómez (Secretario), Jose Martínez (Secretario de propaganda) y Clemencia Gutiérrez (Tesorera).
Este evento contó con la colaboración de los zaraceños radicados en Caracas, así como de organismos oficiales e institutos autónomos.
Esta nueva etapa inauguró la elección oficial de una reina. Mercedes Balza, representante del magisterio zaraceño, fue coronada como la primera reina el 11 de febrero de 1967 en la Plaza Bolívar de Zaraza, por el entonces gobernador del Estado Guárico, Héctor Carpio Castillo. Ese mismo día, Ramón Regio fue electo y coronado como el primer Rey Momo de Zaraza. Muchas de las costumbres establecidas en estas primeras fiestas turísticas, como la decoración de las calles por las familias, la elección y premiación de los mejores carrozas y disfraces, y los bailes y presentaciones, se mantienen actualmente.
Para el año siguiente, en 1968, la junta de carnaval se organizó nuevamente bajo la presidencia de Pedro C. Hernández Reyes, y los II carnavales turísticos de Zaraza incluyeron la elección de la reina y la incorporación de otras actividades a las festividades. El apelativo de "Turístico" se le ha otorgado debido a su capacidad de atraer visitantes y generar dinamismo económico en la región durante la época festiva.

## La Celebración: Días de Desfiles y Actividades
La celebración del Carnaval de Zaraza da inicio oficialmente el viernes de carnaval con un desfile inaugural que recorre las principales avenidas de la ciudad. En él participan:
- Bandas Show: Con coreografías y música en vivo.
- Comparsas Escolares y Comunitarias: El Magisterio Zaraceño organiza este desfile, con escuelas y liceos desfilando con comparsas, delegaciones y, en ocasiones, con carrozas pequeñas, transmitiendo mensajes relacionados con la cultura local y el rescate de valores.
- Carrozas Pequeñas y Alegorías: Que anticipan las creaciones de los días siguientes.
- La Reina del Carnaval y sus candidatas: La reina del Carnaval, electa y coronada días antes del desfile inaugural en la tarima principal del Parque de Ferias General Pedro Zaraza, desfila junto a las aspirantes al trono.

Este desfile es un preámbulo festivo que prepara a la ciudad para los días centrales de la celebración.
Los tres días centrales de carnaval (sábado, domingo y lunes) son el clímax de la festividad, caracterizados por el desfile de carrozas monumentales y comparsas. Estas carrozas son el resultado de meses de trabajo por parte de artesanos, diseñadores y voluntarios locales. Cada una presenta temáticas variadas, que abarcan desde personajes de fantasía, elementos de la cultura venezolana, hasta representaciones alegóricas de la vida llanera o eventos de la actualidad.
Durante estos días, las carrozas desfilan, permitiendo a los espectadores admirar los detalles, la iluminación, los mecanismos que dan movimiento a ciertas figuras y la armonía de los colores. Las comparsas, con sus elaborados trajes y coreografías, interactúan con el público y bailan al ritmo de la música, contribuyendo a la atmósfera de celebración.

## Elementos Distintivos y Actividades Complementarias
Además de los desfiles, el Carnaval de Zaraza se complementa con diversas actividades:
- Elección y Coronación de la Reina del Carnaval: Evento donde se elige a la soberana de la fiesta.

Desde 1980 se tiene conocimiento de la celebración de un evento previo a la elección de la reina, conocido como la "presentación a la prensa".
- Conciertos y Presentaciones Musicales: Con la participación de artistas nacionales e internacionales.
- Festival de Contrapunteo: Espacio cultural donde se presentan cantantes locales de joropo y se realizan bailes de joropo, resaltando la música llanera.

- Tradicional Amanecer Llanero: Se realiza el Lunes de Carnaval. En este evento se han presentado exponentes de la canta criolla venezolana, incluyendo figuras como Reynaldo Armas, Jorge Guerrero, Vitico Castillo, entre otros.[2]
- Ferias de Comida y Artesanía: Los visitantes pueden degustar gastronomía local y adquirir productos típicos de la región.

- Actividades Recreativas para Niños: Juegos y espectáculos dedicados a ellos.
- Actividades Deportivas: Incluyen campeonatos de diversas disciplinas como fútbol, sóftbol, boxeo, caminatas, actividades de atletismo y el tradicional Clásico ciclístico.
- Eventos Llaneros y de Motor: Se suman a la programación Toros coleados, Riñas de Gallos, Carreras de Caballos, Rusty Triales (competencias de carros fangueros) y exhibiciones de Sound Cars.

Estas actividades se han incorporado en las últimas décadas como parte de la diversificación del Carnaval.
- Ferias Agropecuarias de Zaraza.

## Parque Ferial General Pedro Zaraza
El Parque Ferial General Pedro Zaraza es una parte fundamental de la celebración del Carnaval de Zaraza y es la sede de las Ferias Agropecuarias de Zaraza. En este espacio se instalan atracciones mecánicas populares, como montañas rusas, carruseles y otros juegos.
El Parque de Ferias General Pedro Zaraza, ubicado en la ciudad de Zaraza, estado Guárico, aproximadamente en las coordenadas 9°20′0″N 65°19′0″O / 9.33333, -65.31667, es un epicentro de actividad agropecuaria y cultural en Venezuela. Este recinto es la sede principal de las anuales Ferias Agropecuarias de la Cuenca del Río Unare y los Carnavales Turísticos de Zaraza. Aunque la ciudad de Zaraza fue fundada como Chaguaramal del Peral en 1740 y renombrada en 1853, las ferias agropecuarias en este parque específico comenzaron a celebrarse en 1984, desarrollándose de manera paralela a los tradicionales carnavales. Este evento consolidado impulsa el desarrollo económico regional a través de la exhibición y comercialización de ganado y productos agrícolas, atrayendo a miles de visitantes y productores de todo el país. La relevancia del parque y sus ferias ha sido destacada por medios nacionales como Últimas Noticias y Globovisión, evidenciando el interés nacional en este complejo ferial y sus carnavales que combinan tradición productiva y festividad cultural, con la inauguración de sus ediciones cubierta por medios como Venezolana de Televisión (VTV).